# Elecciones estatales de Chiapas de 1991
Las elecciones estatales de Chiapas de 1991 se realizaron el domingo 7 de julio de 1991, simultáneamente con las elecciones federales, y en ellas fueron renovados los siguientes cargos de elección popular del estado mexicano de Chiapas:
- 112 ayuntamientos. Compuestos por un presidente municipal y sus regidores, electos para un periodo de tres años no reelegibles para el periodo inmediato.
- 15 diputados del Congreso del Estado. Electos para un periodo de tres años para integrar la LVIII Legislatura.

## Resultados

### Congreso del Estado de Chiapas
|  | 76.21 % |

|  | 7.05 % |

|  | 6.62 % |

|  | 6.10 % |

|  | 1.39 % |

|  | 1.27 % |

|  | 0.20 % |

|  | 98.87 % |

|  | 1.13 % |

### Ayuntamientos
|  | 79.65 % |

|  | 8.11 % |

|  | 6.45 % |

|  | 2.59 % |

|  | 1.30 % |

|  | 1.26 % |

|  | 99.40 % |

|  | 0.60 % |